# Élection présidentielle guinéenne de 1998
Les élections présidentielles de 1998 en Guinée ont eu lieu le 14 décembre 1998. Le résultat a été une victoire du président sortant Lansana Conté du Parti de l'unité et du progrès (PUP), qui a obtenu 56,1% des voix. Le taux de participation électorale était de 71,4%.

## Résultats
| Candidat                  | Candidat                  | Parti                     | Voix      | %     |
| ------------------------- | ------------------------- | ------------------------- | --------- | ----- |
|                           | Lansana Conté             | PUP                       | 1 455 007 | 56,11 |
|                           | Bâ Mamadou                | UNR                       | 638 563   | 24,63 |
|                           | Alpha Condé               | RPG                       | 429 934   | 16,58 |
|                           | Jean-Marie Doré           | UPG                       | 44 746    | 1,73  |
|                           | Charles-Pascal Tolno      | PPG                       | 24 771    | 0,96  |
|                           |                           |                           |           |       |
| Votes valides             | Votes valides             | Votes valides             | 2 593 021 | 97,62 |
| Votes blancs et invalides | Votes blancs et invalides | Votes blancs et invalides | 63 092    | 2,38  |
| Total                     | Total                     | Total                     | 2 656 113 | 100   |
| Abstention                | Abstention                | Abstention                | 1 063 084 | 18,58 |
| Inscrits/Participation    | Inscrits/Participation    | Inscrits/Participation    | 3 719 197 | 71,42 |